# Мальмстрём, Сесилия
Анна Сесилия Мальмстрём (швед. Anna Cecilia Malmström; 15 мая 1968, Стокгольм) — шведский политический и государственный деятель. Член Либеральной партии Швеции. Европейский комиссар по торговле (2014—2019), европейский комиссар по внутренним делам (2010—2014), министр Швеции по отношениям с ЕС (2006—2010), депутат Европейского парламента (1999—2006), член фракции Европейской либерально-демократической и реформистской партии.

## Биография
Родилась 15 мая 1968 года в Стокгольме.
Изучала социальные науки в гимназии имени Шиллера в Гётеборге. Изучала литературу в Парижском университете (Сорбонне). Получила степень бакалавра искусств Гётеборгского университета. В 1994—1998 годах училась в докторантуре на факультете политологии Гётеборгского университета, была научным сотрудником, в 1998 году получила докторскую степень (Ph.D.) по политологии. В 1998—1999 гг. — старший преподаватель кафедры политологии Гетеборгского университета.
Работала техническим помощником и переводчиком в компании SKF в 1986—1988 годах в Париже и Штутгарте, в 1989 году — в Барселоне. В 1989—1992 гг. работала медработником на неполный рабочий день в психиатрическом отделении больницы Лиллхаген в Гётеборге, в 1991—1992 годах — учительницей общественных наук на неполный рабочий день в службе среднего образования для взрослых в Линдхольмене в Гётеборге. 
В 1991—1994 годах — не являющийся юристом заседатель городского суда Гётеборга. В 1994—1998 годы — заместитель председателя иммиграционного комитета муниципалитета Гётеборга. В 1998—2001 годах — член совета лена Вестра-Гёталанд.
В 1999—2006 была депутатом Европейского парламента. В 2006—2010 годах — министр Швеции по отношениям с ЕС. С 2010 по 2014 год занимала должность европейского комиссара по внутренним делам, с 2014 по 2019 год — европейского комиссара по торговле.
В 1997—2010 годах — член правления Либеральной партии Швеции, в 2001—2010 годах — член исполнительного комитета партии, в 2007—2010 годах — заместитель лидера партии.
Автор ряда книг и статей о европейском регионализме, европейской политике, испанской политике, терроризме и иммиграции. Владеет французским, английским, испанским, немецким и итальянским языками.

## Личная жизнь
Замужем, имеет двух детей.